# Astrothorax tesselata
Astrothorax tesselata är en ormstjärneart som beskrevs av Ole Theodor Jensen Mortensen 1933. Astrothorax tesselata ingår i släktet Astrothorax och familjen medusahuvuden. Inga underarter finns listade i Catalogue of Life.